# Ruggero Bovelli

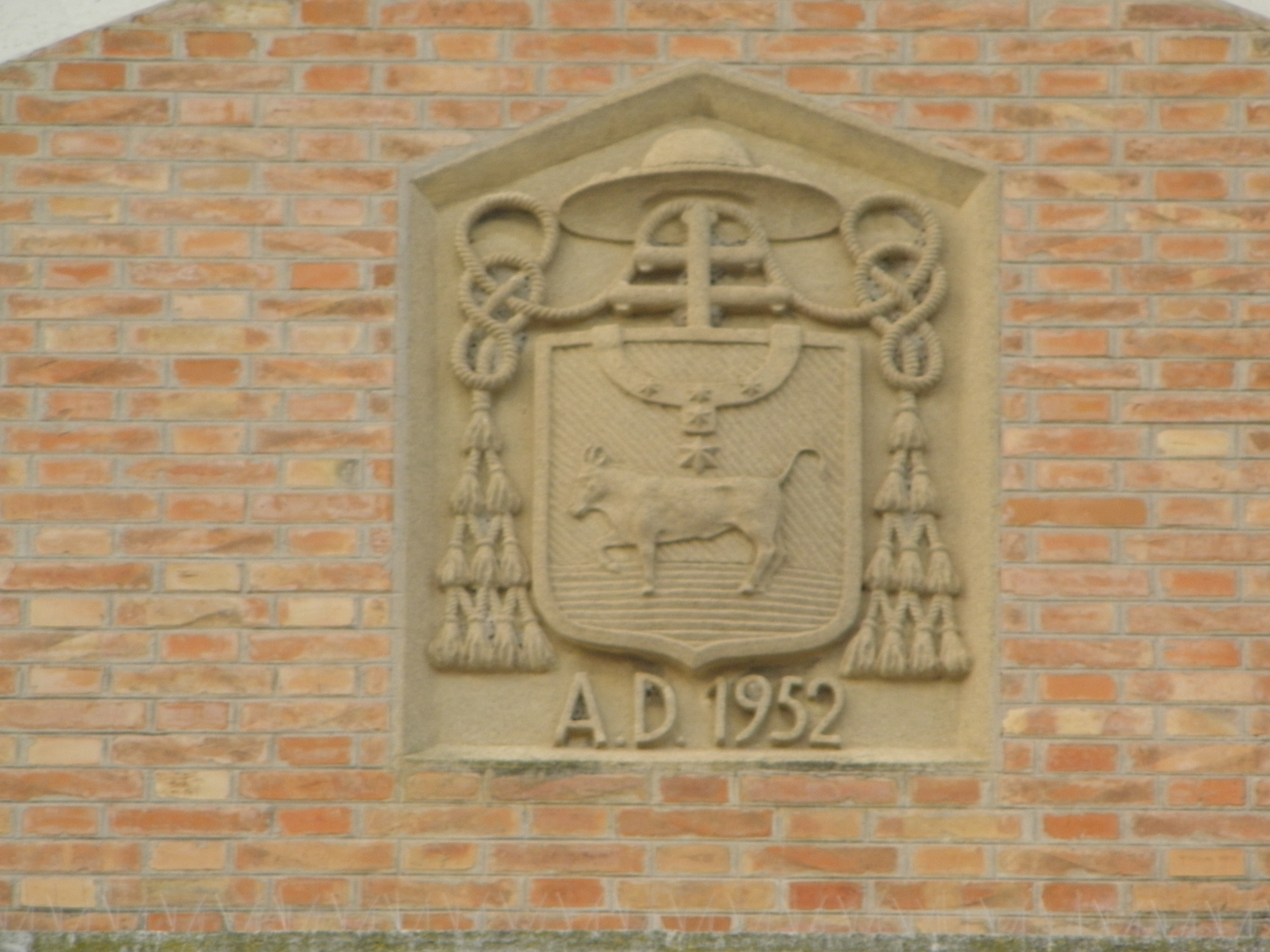
Wappen von Ruggero Bovelli als Erzbischof von Ferrara (1952)

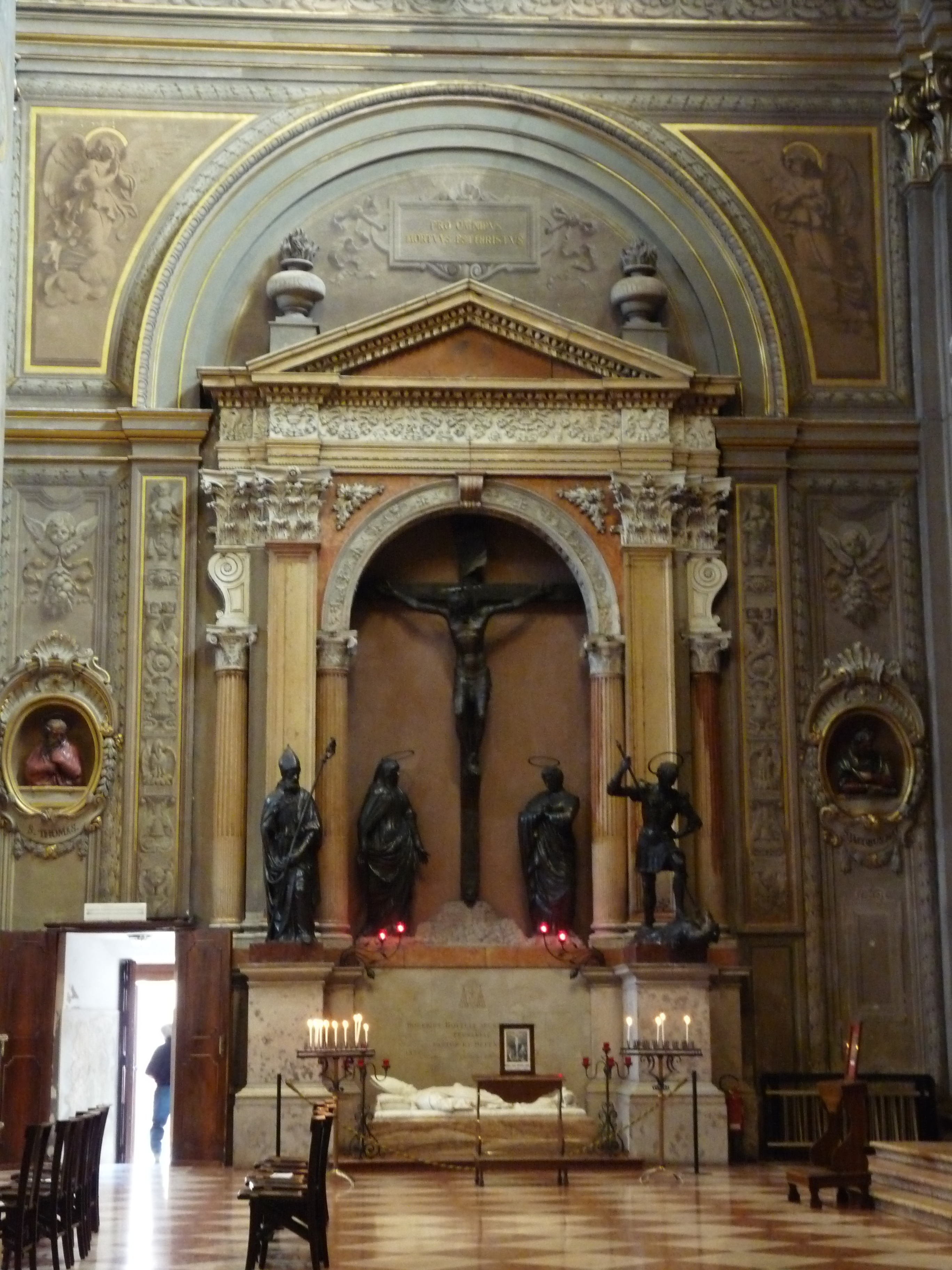
Grab des Erzbischöfs zu Füßen des Kreuzaltares, Dom zu Ferrara

Ruggero Bovelli (* 13. Januar 1875 in Pantalla; † 9. Juni 1954 in Ferrara) war ein italienischer Geistlicher und Erzbischof von Ferrara.

## Leben
1915 wurde er zum Bischof von Modigliana ernannt, ab 1924 hatte er auch den Sitz von Faenza inne. 1929, im Jahr der Lateranverträge zwischen Staat und Kirche, wurde er zum Erzbischof von Ferrara befördert und trat am 5. Januar 1930 in die Erzdiözese ein und blieb bis zu seinem Tod im Amt.

## Wirken
Er wurde als „Pastor und Verteidiger“ der Stadt Ferrara bezeichnet, weil er verfolgte Bürger, die Juden von Ferrara und politische Dissidenten des Faschismus verteidigte. Ein Brief von ihm vom 21. April 1945 an das alliierte Militärkommando hielt die Alliierten davon ab, schwere Waffen gegen die Stadt Ferrara einzusetzen, während diese drei Tage lang von deutschen Truppen evakuiert wurde.

## Ehrungen
Die Stadt benannte eine Straße nach ihm. Ein Gebäude der Erzdiözese, die Casa Mons. Bovelli, das er 1950 als Sitz für die Katholische Aktion kaufte, beherbergt noch heute die diözesanen Laienverbände. 1955 wurde im rechten Querschiff der Kathedrale ein ihm gewidmetes Marmor-Grabdenkmal, entworfen vom Architekten Enrico Alessandri und von Ulderico Fabbri ausgeführt, am Fuße der Kreuzigung von Niccolò Baroncelli und Domenico di Paris aufgestellt.